# Lemes
Lemes (szlovákul: Lemešany) község Szlovákiában, az Eperjesi kerület Eperjesi járásában.

## Fekvése
Eperjestől 17 km-re délre, a Tarca jobb oldalán fekszik. Böki tartozik hozzá.

## Története
Lemes területe már a 8. században lakott volt. Határában 1866-ban értékes avar kori leleteket találtak, melyek a Magyar Nemzeti Múzeumba kerültek.
A települést 1289-ben „villa Lemes” néven említik először abban az oklevélben, melyben Amadé nádor megerősíti birtokában Somosy Pétert. 1427-ben a dézsmajegyzékben 18 portával szerepel. A 16. században a Fűzy család birtoka volt, a 17. században a Sennyei és Semsey családoké, a 18. században pedig a Péchyeké. Már a 18. században működött a postája. 1787-ben 45 házában 414 lakos élt.
A 18. század végén Vályi András így ír róla: „LEMES. Lemesán. Tót falu Sáros Várm. földes Urai több Uraságok, lakosai külömbfélék, fekszik Somoshoz nem meszsze, mellynek filiája, földgye hegyen fekszik, réttye sárjút is terem, legelője, fája van.”
A 19. században az Újházyak tulajdonában találjuk. 1828-ban 55 házát 425-en lakták. Lakói zsellérek voltak, akik mezőgazdasággal, lótenyésztéssel, állattartással foglalkoztak. A 19. században területén dolomitot bányásztak.
Fényes Elek 1851-ben kiadott geográfiai szótárában így ír a faluról: „Lemes, Lemessani, tót falu, Sáros vgyében, Eperjeshez 2 mfld., a kassai országutban, a Tarcza mellett: 426 kath., 54 evang., 88 zsidó lak. Első osztálybeli határ, ámbár földje hegyen fekszik; rétje igen jó; erdeje van. A posta innen ezelőtt kevéssel Bőkire tétetett. F. u. többen.”
1920 előtt Sáros vármegye Lemesi járásának székhelye volt.
1965-ben csatolták hozzá Bökit.

## Népessége
| Év:            | 1994. | 2004.   | 2014.   | 2024.   |
| -------------- | ----- | ------- | ------- | ------- |
| Emberek száma: | 1669  | 1781    | 1882    | 2046    |
| Eltérés:       |       | +6,71 % | +5,67 % | +8,71 % |

| Év:            | 2023. | 2024.   |
| -------------- | ----- | ------- |
| Emberek száma: | 2043  | 2046    |
| Eltérés:       |       | +0,14 % |

1910-ben 587-en lakták, ebből 430 szlovák, 85 német és 62 magyar.
2001-ben 1758 lakosából 1658 szlovák és 86 cigány volt.
2011-ben 1801 lakosából 1417 szlovák és 265 cigány.

## Nevezetességei
- Szent Márton püspök tiszteletére szentelt, római katolikus temploma 1635-ben épült torony nélkül. Tornyát 1873-ban készítették a templom neoklasszicista stílusban történt átépítésével egyidejűleg.
- Kastélya 1787-ben épült, 1800-ban és 1900 körül átépítették.
- Eredetileg rokokkó stílusú kúriája a 18. század második felében létesült. A 19. század végén átépítették.
- Másik kúriája neoklasszicista stílusú, 1900 körül épült.

## Híres emberek
- Lemesen született 1899. április 5-én Mihályi Ödön (†1929) avantgárd költő.[5]
- Itt született 1907-ben Shondor (Alex) Birns (eredeti nevén Birnstein Sándor) hírhedt amerikai gengszter, aki az 1970-es évek elején a clevelandi szervezett bűnözés egyik meghatározó személyiségének számított.
- Bein Nátán rabbi.